# Прибрежний (Свердловська область)
Прибре́жний (рос. Прибрежный) — селище у складі Краснотур'їнського міського округу Свердловської області.
Населення — 243 особи (2010, 263 у 2002).
Національний склад населення станом на 2002 рік: росіяни — 82 %.
Стара назва — Посьолок ІІ-го сельхозучастка.